# Metal Gear Solid V: Ground Zeroes
Metal Gear Solid V: Ground Zeroes — відеогра в жанрі стелс-екнш випущена у 2014 році, розроблена Kojima Productions та видана Konami. Це восьма гра в серії Metal Gear, написана, спродюсована та зрежисована Хідео Кодзімою, і виступає прологом до Metal Gear Solid V: The Phantom Pain, яка вийшла в наступному році. Події відбуваються в 1975 році, декілька місяців після події у грі Metal Gear Solid: Peace Walker. Головний герой — Снейк, його задача проникнути на американську секретну територію на Кубі та врятувати Паз Ортегу Андраде, агента «Сайфер», та колишнього солдата сандіністів Рікардо «Чіко» Валенсіано Лібре.
Ground Zeroes була випущена для Playstation 3, Playstation 4, Xbox 360, та Xbox One в березні 2014 та для Microsoft Windows у грудні 2014. Сприйнята критиками загалом позитивно за механіку та графіку гри, хоча багато негативної критики було відносно короткої тривалості гри.

## Геймплей
Гравці грають за засновника армійського спецпідрозділу FOXHOUND Снейка, задачею є виконати поставлені місії залишившись непоміченим. Система вияву загрози була дещо оновлена, було прибрано шкалу, що на екрані відображала гравцю його статус у попередніх іграх, натомість було додано візуальне і звукове оповіщення. Також був перероблений бінокль Снейка, замість того, щоб обирати бінокль як окремий предмет у слот, тепер він прив'язаний до гарячої клавіши. Гравець може відмічати дислокацію ворогів на своєму голографічному дисплеї iDroid та бачити їх подальше пересування. А коли ворог бачить гравця та наближається ближче, корисними можуть стати допоміжні репліки. Також в нагоді стане новий «режим рефлексу», який активується, коли ворог помічає Снейка, тоді у гравця є невеликий проміжок часу, щоб вбити ворога та залишитись непоміченим, при невдачі буде піднята тривога.
Ground Zeroes, пропонує в цілому 7 місій. Після проходження основного сюжету гравцю відкривається додаткові місії («Side Ops»), події в яких відбуваються в різний час доби, все в тому ж таборі Омега. В цих місіях запропоновані різні завдання, такі як ліквідація особливої цілі чи збирання засекреченої інформації.
Хідео Кодзіма згадував про обтяжувальну природу попередніх ігор серії, за його словами: «гравець перебуває на одній колії, яка доставляє його з точки А в точку Б, даючи деяку свободу в проміжку». Тому, команда Кодзіми пропонує гравцю нові методи маскування та пересування, такі як джипи та гелікоптери в районі виконання місії.

## Сюжет

### Сеттінг
Події відбуваються в березні 1975, декілька місяців після подій у Metal Gear Solid: Peace Walker, так само як і там, протагоніст — Снейк, відомий також як Біг Босс (Кіфер Сазерленд/Акіо Отсука), який співпрацює з Militaries Sans Frontieres (MSF), щоб проникнути у американську секретну зону на Кубі, що називається Табір Омега. Табір використовувався для прихістку біженців, що тікали з Гаїті та Куби, під час подій гри — це в'язниця, яка використовується для утримання осіб, яких було піддано екстрадиції.
Головна задача Снейка евакуація Паз Ортеги Андраде (Тара Стронг/Мідзукі Нана), яка має дані щодо місцезнаходження людини, або людей під кодовим і'мям Сайфер; та Рікардо «Чіко» Валенсіано Лібре (Antony Del Rio/Kikuko Inoue), колишня дитина-солдат сандіністів, які знаходиться у полоні Череполицього (Джеймс Горан/Takaya Hashi), командира воєнізованих військ XOF, які контролюють Табір Омега. Місія Снейка супроводжується допомогою Кадзухірою «Каз» Міллером (Робін Аткін Даунс/Tomokazu Sugita) та Доктором Еммеріком (Cristopher Randolph/Hideyuki Tanaka), з бази MSF.

### Події
Після інциденту у Metal Gear Solid: Peace Walker, Паз Ортега Андраде зникла безвісти та вважається мертвою. Під керівництвом Казухіри Міллера та Др. Еммеріка, MSF готуються до майбутньої інспекції ООН на тлі підозр, що вони володіють ядерною зброєю; MSF підозрює, що це спроба Сайфер придушити їх. Їх підготовка переривається, коли агенти MSF на Кубі розслідують інформацію про те, що Паз жива і її тримають в Таборі Омега. Справа ускладнюється тим, що спроби Рікардо «Чіко» Валенсіано Лібре врятувати її призвели до його захоплення. Вважаючи, що вони обидва можуть скомпрометувати MSF, Снейка відправляють проникнути в Табір Омега, щоб витягти їх, якщо вони живі, і підтвердити те, що вони розповіли своїм викрадачам. Снейк вважає, що порятунок Паз переконає Сайфер відмовитися, і що вона захоче обговорити діяльність Сайфера з MSF.
Снейк проникає в Табір Омега, коли таємничі спеціальни сили, відомих як XOF, покидають його. Він знаходить і витягує Чіко, який стверджує, що Паз мертва. Використовуючи запис від Чіко зроблений на кишеньковий магнітофон, Снейк і Міллер роблять висновок, що Паз жива і її перемістили глибше в табір. Снейк знаходить і рятує Паз, а група втікає на гелікоптері MSF під назвою Morpho One. По дорозі на базу Чіко виявляє, що в Паз хірургічно імплантували бомбу, що спонукало Снейка та медика MSF видалити її вручну. Вони прибувають на базу, і бачать її у вогні під час нападу сил XOF. Morpho One приземляється достатньо довго, щоб Снейк врятував кількох співробітників, у тому числі Міллера, який стверджує, що інспекція ООН була нічим іншим, як хитрістю для засідки XOF. Коли вони намагаються втекти від XOF, Паз приходить до тями та попереджає їх, що всередині неї є друга бомба. Знаючи, що вона ось-ось помре, вона вистрибує з гелікоптера. Але вибух все ж таки чіпляє Morpho One і він виходить з-під контролю та стикається з гелікоптером XOF, що переслідує його.
В епілозі гравець дізнається, що уряд Сполучених Штатів применшив значення знищення MSF і намагався приховати свої відносини з організацією, як і багато клієнтів MSF. Немає відомостей про тих, хто вижив після нападу, окрім Снейка, Міллера та Др. Еммеріка. У сцені після титрів, яка розгортається перед прибуттям Снейка в табір Омега, Паз допитує Череполиций, командир XOF, який запитує місцезнаходження Сайфера/Зеро, оскільки Паз зустрічалася з Зеро особисто. Зрештою Паз поступається і погоджується сказати йому про місцезнаходження Зеро.

### Side Ops
Ground Zeroes містить чотири додаткові місії, які відбуваються за кілька тижнів до подій основної сюжетної лінії. Під час першої місії Снейка відправляють до військово-морської в'язниці США на Кубі, щоб знищити або витягти снайперську групу морської піхоти, яка ховається в цій установі, щоб уникнути екстрадиції до Лаосу, де їх звинувачують у військових злочинах. Підозрюючи призначення закладу, MSF відправляє в табір шпигуна — як виявилося, Хідео Кодзіму, який повторює подібну епізодичну роль у Peace Walker — і той вимагає термінової евакуації. Снейк забезпечує підтримку з повітря достатньо довго, щоб він міг втекти. Не маючи змоги встановити ще одного власного агента, MSF відправляє Снейка, щоб він зв'язався з таємним інформатором, який видавав себе за охоронця. Він дізнається, що інформатор влаштував на нього пастку, але зміг отримати запис, зроблений охоронцем. Маючи докази того, що база є незаконним секретним об'єктом, Снейк повертається перед нападом з повітря, щоб зруйнувати протиповітряну оборону об'єкта. Обіцяний штурм замінено авіаударом, і Снейк залишився на мілині в центрі бази з винищувачами, що наближаються. Після втечі він і Каз припускають, що вся справа була серією змов, організованих Сайфером, спочатку для створення комплексу поза будь-якою юридичною юрисдикцією, а потім для зриву операції Militaires Sans Frontières.

## Розробка
У лютому 2012, на сайті з назвою «Development Without Borders», власником якого є Konami, було опубліковано інформацію о розробці нової гри серії Metal Gear, під назвою «The ‘next’ MGS». Сайт наймав команду для проведення GDC 2012 і набирав декілька позицій для нового Metal Gear Solid, яки був орієнтований на останнє покоління консолей та потужні ПК на рушії Fox Engine. Пройшов рік, в мережі з'явилися скріншоти та відео анонсованого рушія, опубліковані командою Konami. Але в цих медіа не було нічого пов'язаного з новим Metal Gear.
Саму гру було анонсовано 30-го серпня 2012 року, під назвою Metal Gear Solid: Ground Zeroes. Режисер Хідео Кодзіма підтвердив, що протагоністом гри буде Біг Босс, і що гра слугуватиме прологом до ще однієї гри в серії, пізніше з'ясувалося, що до Metal Gear Solid V: The Phantom Pain. Це була друга гра на рушії Fox Engine, після Pro Evolution Soccer 2014, що вийшла на рік раніше. Японській версія гри забезпечена англійським текстовим супроводженням. Таким чином, можна грати в японській озвучці з англійською локалізацією. Ground Zeroes — перша гра в серії, яка має Арабські субтитри. Також Кодзіма підтвердив, що хронометраж кат-сцен буде зменшений.
Спочатку Ground Zeroes і The Phantom Pain повинні були вийти разом, але тривалий час розробки останньої призвело до того, що Кодзіма розділив проект на дві частини, щоб дозволити гравцям відчути ігровий процес Metal Gear Solid V до виходу повної гри. Кодзіма порівняв Ground Zero з передтитровою послідовністю в голлівудському фільмі через те, як він будуватиме сюжет із MGS: The Phantom Pain. Кодзіма стверджував, що його метою було боротися з табу та темами для дорослих, які він вважав «досить ризикованими», додаючи, що його ролі як творця та продюсера суперечили одна одній; Як творець Кодзіма хотів ризикнути досліджувати теми, які могли б відштовхнути аудиторію, але як продюсер він мав бути в змозі зменшити тон вмісту, щоб продати якомога більше копій гри. Зрештою, роль творця перемогла, і Кодзіма описав свій підхід як «пріоритет творчості над продажами».
Гра відходить від традицій франшизи щодо використання ліцензованої вогнепальної зброї та іншої військової техніки; натомість гравці використовують вигадану зброю, яка мало схожа на реальні аналоги, наприклад гвинтівка морської піхоти Type 69, яка нагадує M-16.

## Критика
| Агрегатор  | Оцінка                                              |
| ---------- | --------------------------------------------------- |
| Metacritic | (PC) 80/100 (XONE) 76/100 (PS4) 75/100 (PS3) 66/100 |

| Видання                            | Оцінка  |
| ---------------------------------- | ------- |
| Computer and Video Games           | 7/10    |
| Electronic Gaming Monthly          | 5.0/10  |
| Eurogamer                          | 9/10    |
| Famitsu                            | 38/40   |
| Game Informer                      | 7.00/10 |
| GameSpot                           | 8/10    |
| Giant Bomb                         | [ 20 ]  |
| IGN                                | 8.0/10  |
| Joystiq                            | [ 22 ]  |
| PlayStation Official Magazine — UK | 8/10    |
| Official Xbox Magazine (США)       | 7.5/10  |
| Polygon                            | 5.5/10  |

Metal Gear Solid V: Ground Zeroes отримала «схвальні» відгуки від критиків на всіх платформах окрім PlayStation 3, де гра отримала «змішані» відгуки, як зазначено на Metacritic.